# Molva macrophthalma
La molva occhiona (Molva macrophthalma, è un pesce di mare della famiglia Lotidae.

## Distribuzione e habitat
Presente nell'Oceano Atlantico nordorientale tra il Marocco e il sud delle isole Britanniche e nel mar Mediterraneo occidentale, compresi tutti i mari italiani dove è comune.

Vive su fondi molli a quote batimetriche elevate, fra 200 e 1000 metri di profondità.

## Descrizione
Simile alla molva ma molto più allungata e sottile. La testa è molto allungata e porta due grandi occhi, una bocca abbastanza ampia ed un barbiglio sotto il mento. Le pinne dorsali sono due, la prima breve e triangolare, la seconda molto lunga, opposta ed identica alla pinna anale.

Il colore è grigio-rosato con barre più scure (nel pesce vivo).  La seconda dorsale, l'anale e la pinna caudale portano vistose macchie nere nella parte posteriore.

Misura fino a 70-90 cm.

## Riproduzione
Avviene a fine inverno. I giovani fino a 30 cm hanno corpo e pinne variegati da macchie e strisce più scure.

## Pesca
Si cattura con reti a strascico e palamiti di profondità per naselli e pesci sciabola ma non ha grande valore e viene consumato fritto o in zuppa.

## Specie affini

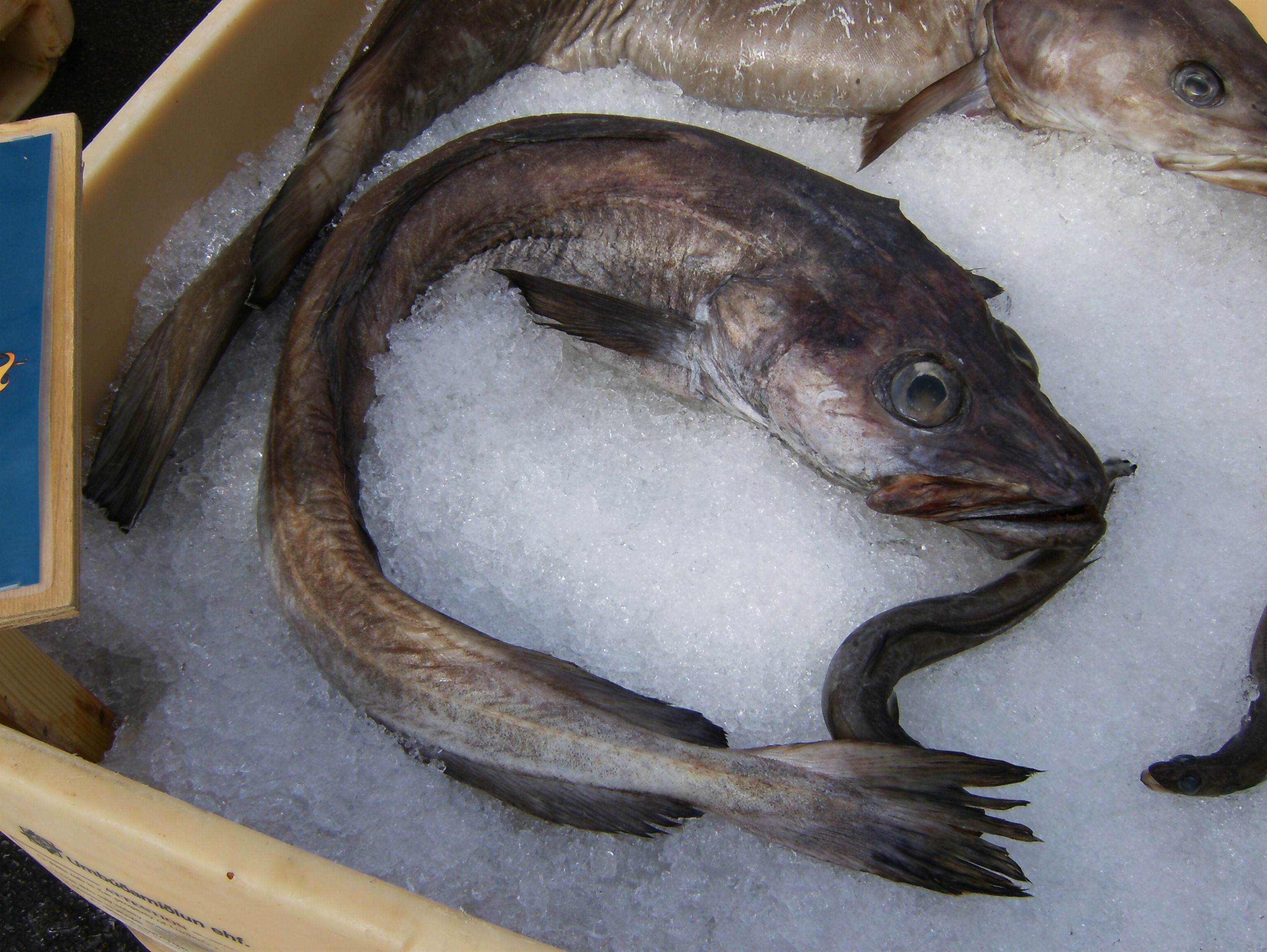
Molva dypterygia

La molva blu (Molva dypterygia Pennant, 1784) è estremamente simile a questa specie ma vive a latitudini più settentrionali ed è molto rara nel Mediterraneo. Si riconosce dalla molva occhiona per i caratteri della pinne ventrali che sono più corte delle pinne pettorali.